# Gustav Hartenstein
Gustav Hartenstein (Plauen, Szászország, 1808. március 18. – Jéna,  1890. február 2.) német filozófiai író, főkönyvtáros, Johann Friedrich Herbart követője.

## Életpályája
1833-ban a lipcsei egyetemen habilitálta magát De Archytae Tarentini fragmentis philosophicis című értekezésével. Már 1834-ben a filozófia rendkívüli, majd 1836-ban a rendes tanára lett Lipcsében. Jenában halt meg, az egyetemi könyvtár igazgatójaként. A Herbart iskola követője volt, Herbart rendszerét több művében magyarázta.

## Művei
- Die Probleme und Grundlehren der allgemeinen Metaphysik (1836)
- Die Grundbegriffe der ethischen Wissenschaften (1844)
- Über die neueste Darstellung und Beurtheilung der Herbartschen Philosophie (1838)
- Darstellungen der Rechtsphil. des H. Grotius (1850)
- Über den wissenschaftl. Werth der Arist. Ethik (1859)
- Über Locches Lehre von der menschl. Erkenntniss in Vergleichung mit Leibnitz' Kritik derselben (1861)
- Historisch-philos. Abhandlungen (1848)